# 豫能控股
河南豫能控股股份有限公司，簡稱河南豫能控股股份、河南豫能控股，以及豫能控股（英語：Henan Yuneng Holdings Co Ltd，深交所：001896），於1997年由原河南省建设投资总公司（现更名为河南投资集团有限公司）、河南省电力公司、华中电网有限公司和焦作市投资公司設立。
董事長為张文杰，總裁為于健华，股份在1998年7月23日於深交所上市。而業務在國內投资管理以电力生产为主的能源项目；高新技术开发、推广及服务；电力物资、电力环保、节能技术改造。
總部位於郑州市农业路东41号投资大厦B座12层。

## 連結
- Yuneng.com.cn （页面存档备份，存于）